# کارولین مانس
کارولین مانس (انگلیسی: Carolyn Swords؛ زادهٔ ۱۹ ژوئیهٔ ۱۹۸۹) بازیکن بسکتبال اهل ایالات متحده آمریکا است.